# 媚山政良
媚山 政良（こびやま まさよし、1946年6月20日-）は、日本の工学者。室蘭工業大学名誉教授。工学博士。専門は、熱工学。

## 経歴
北海道生まれ。北海道札幌東高等学校卒業、室蘭工業大学工学部卒業、北海道大学工学研究科博士課程修了。1976年より室蘭工業大学文部技官、1983年より同大学助教授、2008年より同大学教授。2012年より同大学名誉教授。
雪を用いた冷熱エネルギー研究(雪氷熱利用)の第一人者として知られる。自身の開発した雪冷房システムは各地で実用化されており、2008年洞爺湖サミットのプレスセンターにおいて雪冷房システムが採用されて、省エネルギー技術として注目を浴びた。

## テレビ出演
- 『夢の扉』 TBS、2008年7月27日放送
- 『情報7daysニュースキャスター』　TBS、2010年2月13日放送

## 主な受賞歴
- 日本雪氷学会技術賞　1999年
- 日本雪工学会技術賞　2000年
- 空気調和・衛生工学会技術振興賞　2001年
- 北海道新聞文化賞　2011年